# Ja må han le... Va?
Ja må han le...Va? är en ungdomsbok skriven av Per Nilsson och utgiven 1993.

## Handling
Boken handlar om en pojke som kallas Robert, men som egentligen heter Roberto. Han är trött på hur det är hemma så han planerar att rymma hemifrån natten till hans trettonde födelsedag vilket han också gör. På vägen ifrån allt träffar han på två människor; en svartklädd raggarbrud som heter Veronica och en gammal tant som heter Clara. Tillsammans träffar de massor av konstigt folk när de är ute på staden mitt i natten och det blir en händelserik natt.